# Sim (juego de papel y lápiz)

El área de juego

Sim es un juego de lápiz y papel que juegan dos jugadores.

## Jugabilidad
Se dibujan seis puntos ('vértices de un hexágono'). Cada punto está conectado a todos los demás puntos por una línea ('borde').
Dos jugadores se turnan para colorear las líneas sin color. Un jugador colorea en un color y el otro en el otro color, cada jugador trata de evitar la creación de un triángulo hecho únicamente de su color (solo cuentan los triángulos con los puntos como esquinas; las intersecciones de líneas no son relevantes); el jugador que completa tal triángulo pierde inmediatamente.

## Análisis
La teoría de Ramsey también se puede utilizar para demostrar que ningún juego de Sim puede terminar en empate. Específicamente, dado que el número de Ramsey R (3,3) = 6, cualquier par de colores del grafo completo en 6 vértices (K6) debe contener un triángulo monocromático y, por lo tanto, no es una posición empatada. Esto también se aplicará a cualquier supergrafo de K6. Para otra prueba de que eventualmente debe haber un triángulo de cualquier color, vea el teorema de la amistad.
La búsqueda por computadora ha verificado que el segundo jugador puede ganar Sim con un juego perfecto, pero encontrar una estrategia perfecta que los humanos puedan memorizar fácilmente es un problema abierto.
El juego de Sim es un ejemplo de un juego de Ramsey. Son posibles otros juegos de Ramsey. Por ejemplo, los jugadores pueden colorear más de una línea durante sus turnos. Otro juego de Ramsey similar a Sim y relacionado con Ramsey número R (4,4) = 18, que de nuevo no puede terminar en empate, se juega en 18 vértices y los 153 bordes entre ellos. Los dos jugadores deben evitar colorear un tetraedro monocromático (una pirámide tridimensional con cuatro caras triangulares).
El número de Ramsey R (3,3,3) = 17 implica que cualquier tricolor del gráfico completo en 17 vértices debe contener un triángulo monocromático. Un juego de Ramsey correspondiente utiliza lápices de tres colores. Un enfoque puede tener tres jugadores compitiendo, mientras que otro permitiría que dos jugadores seleccionen alternativamente cualquiera de los tres colores para pintar un borde del gráfico, hasta que un jugador pierda al completar un triángulo monocromático. Es muy probable que encontrar estrategias ganadoras perfectas para estas variantes esté fuera de su alcance.
Un informe técnico de Wolfgang Slany está disponible en línea, con muchas referencias a la literatura sobre Sim, que se remonta a la introducción del juego por Gustavus Simmons en 1969, incluye pruebas y estimaciones de la dificultad, así como la complejidad computacional de Sim y otros juegos de Ramsey.

## Software
Un subprograma de mejora automática de Java que incluye su código fuente está disponible para jugar en línea contra un programa de computadora.
Una aplicación que incluye su código fuente en el lenguaje de programación visual multiplataforma Catrobat está disponible para jugar contra un teléfono inteligente.
Una versión en línea está disponible en: https://wideaperture.net/sim/